# Synchronicity (Berger-Minasi-Album)
Synchronicity ist ein Jazzalbum von Karl Berger und Dom Minasi. Die 2010 in Bergers Studio in Woodstock, New York, entstandenen Aufnahmen erschienen 2012 auf Nacht Records.

## Hintergrund
Der Vibraphonist/Pianist Karl Berger und der Gitarrist Dom Minasi lernten sich etwa ein Jahrzehnt vor der Verwirklichung dieses Projekts kennen; bei den Treffen diskutierten sie regelmäßig über die Idee einer gemeinsamen Aufnahme, bevor sie die Gelegenheit erhielten, in einem kurzen 37-minütigen Programm aufzutreten. Anschließend entstand ein erstes Album in voller Länge, das sie als Duo aufgenommen haben. Die zwölf frei improvisierten Duette von Synchronicity wurden im November 2010 in Bergers Studio in Woodstock aufgenommen.

## Titelliste
- Karl Berger / Dom Minasi: Synchronicity ()[2]

1. Dancing On The Stars	3:57
2. Echoes	2:37
3. Chop-Chop	4:38
4. Waterfall	6:37
5. Thursday’s Child	5:10
6. Hurry! Hurry!	3:10
7. She	6:36
8. Bell Tower	5:03
9. Synchronicity	4:27
10. Prophesy	6:47
11. Goodbye	6:54
12. Bach	3:34

Die Kompositionen stammen von Dom Minasi und Karl Berger.

## Rezeption
Nach Ansicht von Dan Bilawski, der das Album in All About Jazz rezensierte, gelten sowohl Berger als auch Minasi als mutige Risikoträger, gut informierte Freigeister und über die Norm hinausgehende Klangschöpfer, und diese potenziellen Attribute  würden sich zu Recht in der Musik widerspiegeln, die sie gemeinsam machten. Auch wenn einige versucht sein könnten, dies einfach als „Avantgarde“ zu bezeichnen und es darauf beruhen zu lassen, sei die Wahrheit hinter dem Klang nicht so einfach zu erfassen. Berger und Minasi seien sympathetische Dialogpartner und Klangbauer, die Spannung, vorsichtige Töne und tektonische Reibung als Materialien verwenden. Katz-und-Maus-Spiele, hypnotische Kantigkeit und verblüffte Nebensächlichkeiten seien über das gesamte Programm verteilt, während beide Männer Solopositionen einnehmen, sich unterhalten und sich überschneiden. Synchronizität befasst sich in ihrer Definition mit Dingen, die „kausal unabhängig“ sind, aber das gelte nicht für die Art und Weise, wie diese Ideen zustande kommen. Beide Männer würden sich verbinden und aufeinander reagieren, wenn auch auf einzigartige Weise, die Symbiose und Unabhängigkeit berührt, und diese Beziehung sei der Schlüssel zum Erfolg von Synchronicity.

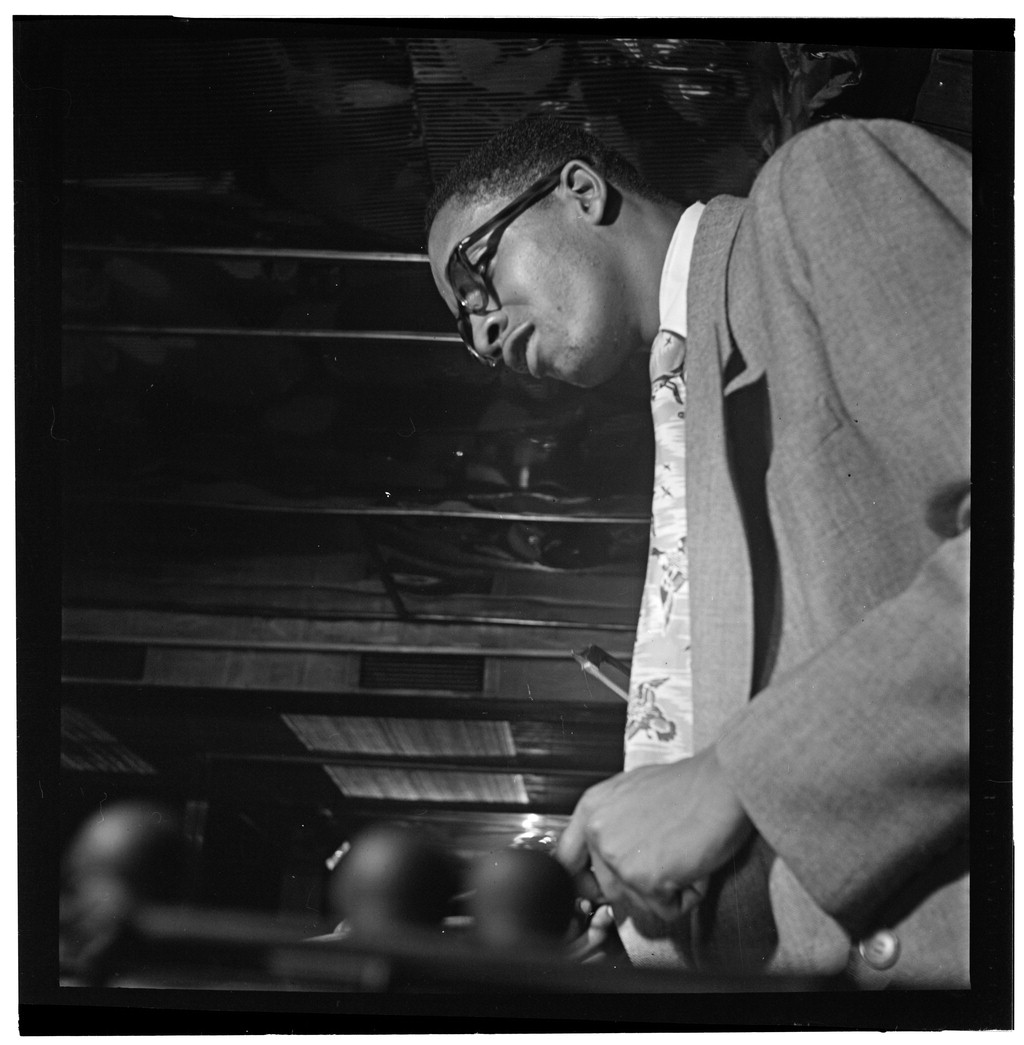
Milt Jackson, Fotografie von William P. Gottlieb, New York, um 1947

Nicht, dass es hier irgendwelche Standards gäbe, doch ein Swing-Unterton bleibe erhalten, egal wie prickelnd die Melodien oder wie provokativ die Melodien aufgebaut sind, urteilte Ken Waxman in JazzWord. Bei Tracks wie „Dancing on the Stars“ und „Waterfall“ erinnerten Bergers Tremoloschlägel-Schimmer in gewisser Weise an Milt Jacksons unter Druck stehende Schläge. Minasis sparsames und stakkatoartiges Picking sei perkussiver als das von Jackson-Partnern wie Joe Pass, aber seine verbindenden Obligatos zeigten, dass er und Berger mit der gleichen Zielstrebigkeit agieren. Durch Variationen in der Phrasierung würden sie Katz und Maus mit dem Thema spielen, verlören aber nie den verbindenden Faden. Klavierorientierte Stücke wie „Prophesy“ und „Goodbye“ seien hingegen methodischer und impressionistischer, aber paradoxerweise auch eher jazzig. Was das erstere betrifft, würden Bergers gemächliche Patterns vom Gitarristen zart verziert, als wären die Partner Kenny Barron und Jim Hall.
Die zwölf frei improvisierten Duette von Synchronicity basierten allesamt auf einem eindringlichen und geduldigen Zusammenspiel, das die melodischen und harmonischen Aspekte einer solchen Verbindung sowie die Breite des musikalischen Vokabulars des Paares hervorhebt, schrieb Eyal Hareuveni (All About Jazz). Ihre Improvisationsstile mögen unterschiedlich sein – Bergers Spiel besitze eine starke rhythmische Note, selbst wenn er Klavier spielt, während Minasi versuche, lose Klangstrukturen zu skizzieren – aber ihr gegenseitiger Respekt und ihr tiefes gegenseitiges Zuhören würden das unmittelbare und eindringliche Zusammenspiel in zusammenhängende Musikstücke verwandeln. Das symbolische „Chop-Chop“ sei ein gutes Beispiel für die Haltung des Duos. Berger sei damit beschäftigt, verschiedene gebrochene Rhythmen zu erforschen, während Minasi erweiterte Techniken des Anschlagens der Gitarrensaiten erforsche; aber beide reagierten immer aufeinander und verlören nie die Intensität einer solchen, von Grund auf neu aufgebauten Interaktion.